# ケプラー22
ケプラー22とは、
太陽系から約620光年（190パーセク）の距離に存在する恒星である。天球座標系では赤経 19h 16m 52.2s, 赤緯+47° 53′ 4.2″のはくちょう座の方角に位置している。視等級は12で、肉眼で見るには暗すぎるが、口径10cm以上の望遠鏡があれば見ることができる
ケプラー22は太陽に似た恒星だが、僅かに小さく温度も低い。スペクトル型は、G型主系列星と考えられるが、光度階級については物理量からそう考えられるものの、確定はしていない。また、ヘリウムより原子量の大きい元素の存在比も太陽より低い。しかし、地球のように液体の水が存在し生命が存在する可能性がある惑星が存在できるハビタブルゾーン内に、惑星を持っていることが確認されている。
| 太陽 | ケプラー22 |
| ---- | ---------- |
| 太陽 | Exoplanet  |

## 惑星系
2011年12月5日、NASAのケプラー宇宙望遠鏡による観測により、この恒星のハビタブルゾーンに地球に似ている可能性がある系外惑星ケプラー22bが発見された、との発表がなされた。ケプラー22bはスーパー・アースサイズの惑星で、半径は地球の2.38倍程度と見積もられ、これは当時、太陽に似た恒星のハビタブルゾーン内で発見された系外惑星の中では最も地球に近い大きさの惑星であったため、注目を集めた。推定されるケプラー22b表面の平衡温度（惑星を恒星からの放射エネルギーで加熱される黒体と仮定し、大気の影響は無視した場合の温度）は、262Kと地球（255K）に近い。
| 名称 （恒星に近い順） | 質量       | 軌道長半径 （天文単位） | 公転周期 (日) | 軌道離心率 | 軌道傾斜角 | 半径    |
| --------------------- | ---------- | ----------------------- | ------------- | ---------- | ---------- | ------- |
| b                     | < 0.166 MJ | 0.849                   | 289.8623      | 0.13       | 89.764°    | 0.21 RJ |

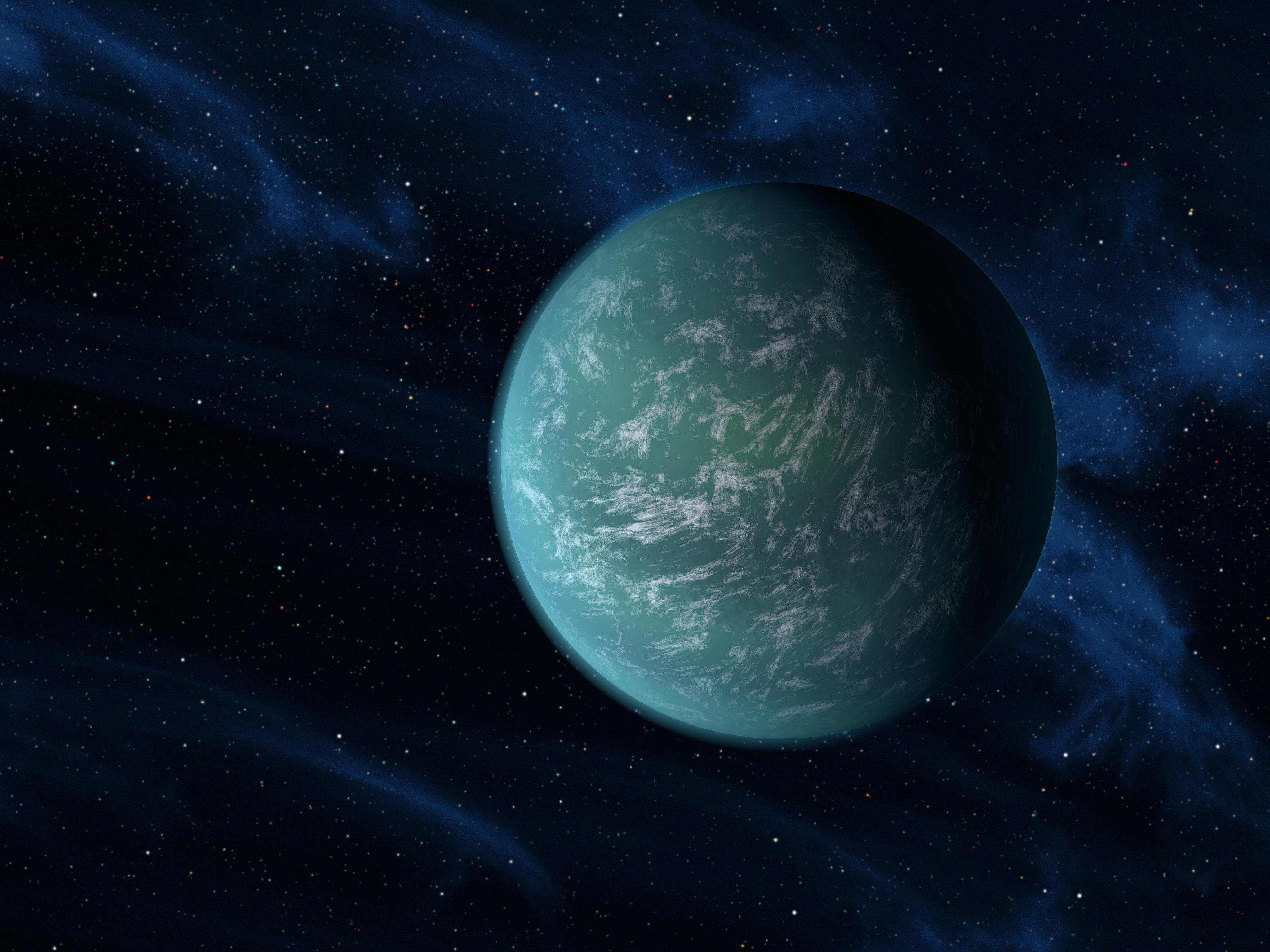
ケプラー22bの想像図
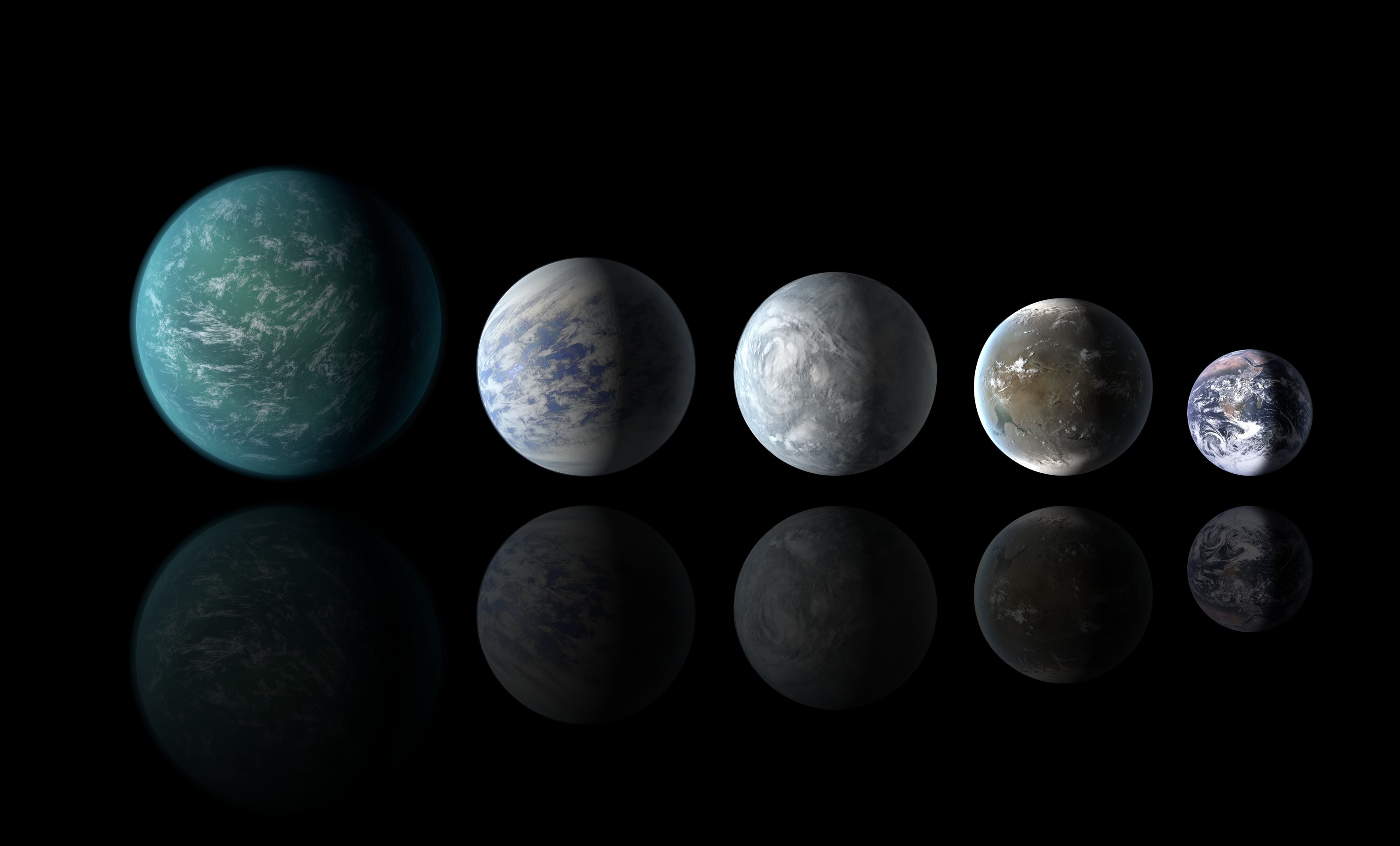
ハビタブルゾーンにある惑星の大きさ比較。左端がケプラー22b
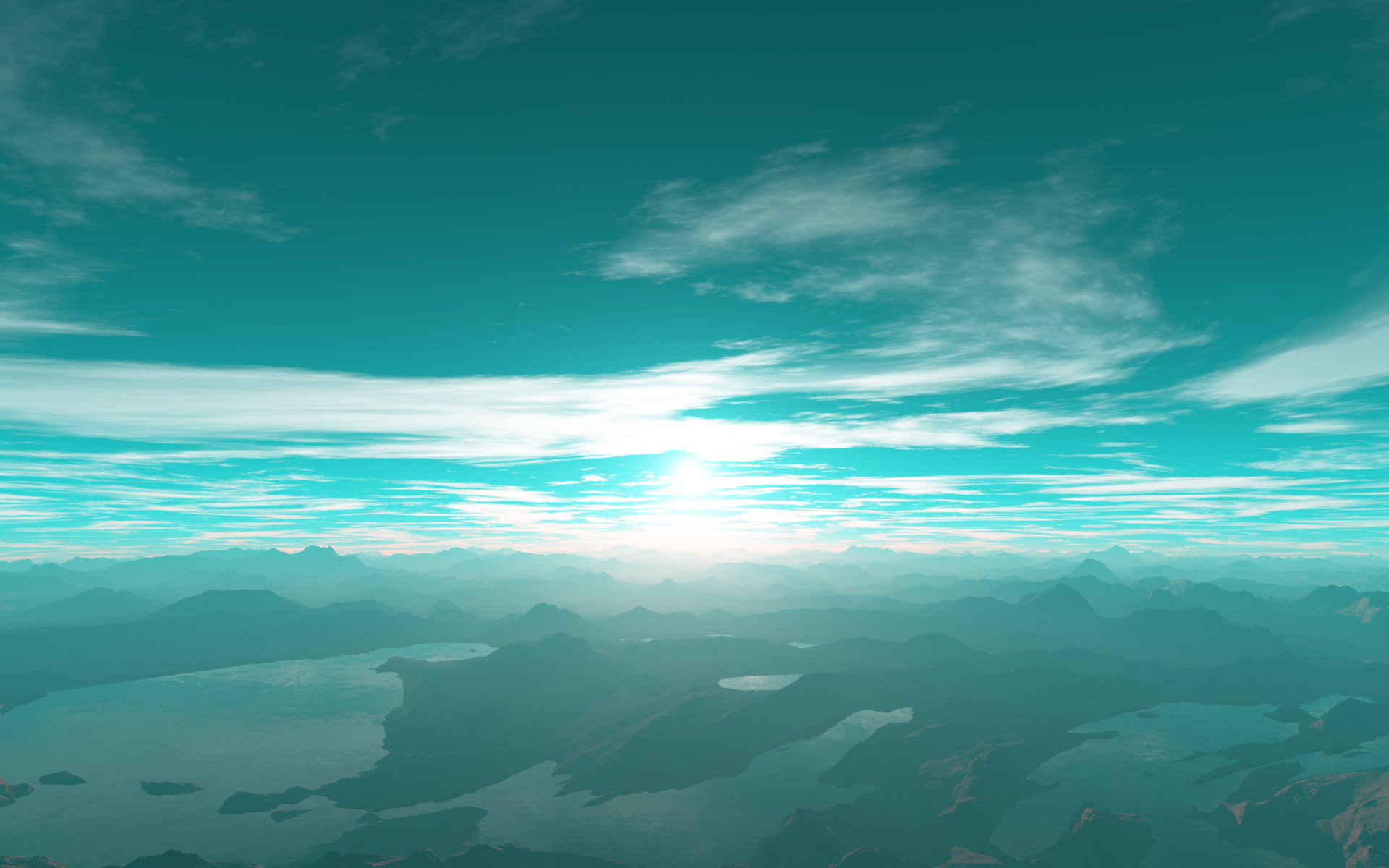
ケプラー22b上の夜明け（イメージ）